# Гордон, Серена
Сере́на Го́рдон (англ. Serena Gordon; 3 сентября 1963, Лондон, Англия, Великобритания) — английская актриса и информатик.

## Биография
Серена Гордон родилась 3 сентября 1963 года в Лондоне (Англия, Великобритания) в семье консультанта по недвижимости Иэна Стратерна Гордона и судьи Николы Мэри Гордон.
Серена окончила Королевскую академию драматического искусства, во времена учёбы в которой она подружилась с актрисой Джейн Хоррокс.

## Карьера
В 1987—2009 года Серена сыграла в 38-ми фильмах и телесериалах, включая роль Глэдис в фильме «Морис» (1987), сцены которой были удалены в итоговой версии фильма.
С 1994 года Серена работает в области информатики и является педагогом по получению медиа-навыков в компании «Personal Presentation Ltd».

## Личная жизнь
Серена замужем, но она не живёт с мужем с 2011 года. У супругов есть два сына.

## Избранная фильмография
| Год       |   | Русское название           | Оригинальное название | Роль                          |
| --------- | - | -------------------------- | --------------------- | ----------------------------- |
| 1987      | ф | Морис                      | Maurice               | Глэдис                        |
| 1992      | с | Приключения Шерлока Холмса | Sherlock Holmes       | леди Эва Блэкуэлл             |
| 1995      | ф | Золотой глаз               | GoldenEye             | Кэролайн                      |
| 1996      | с | Байки из склепа            | Tales from the Crypt  | мать в парке                  |
| 1996—2005 | с | Чисто английское убийство  | The Bill              | Джейн Расселл/Аманда Проссер  |
| 2002—2008 | с | Убийства в Мидсомере       | Midsomer Murders      | Джинни Шарп/Кристина Финлисон |
| 2003      | с | Немой свидетель            | Silent Witness        | Салли Боуман                  |